# Laurent Amiot
Pour les articles homonymes, voir Amiot.

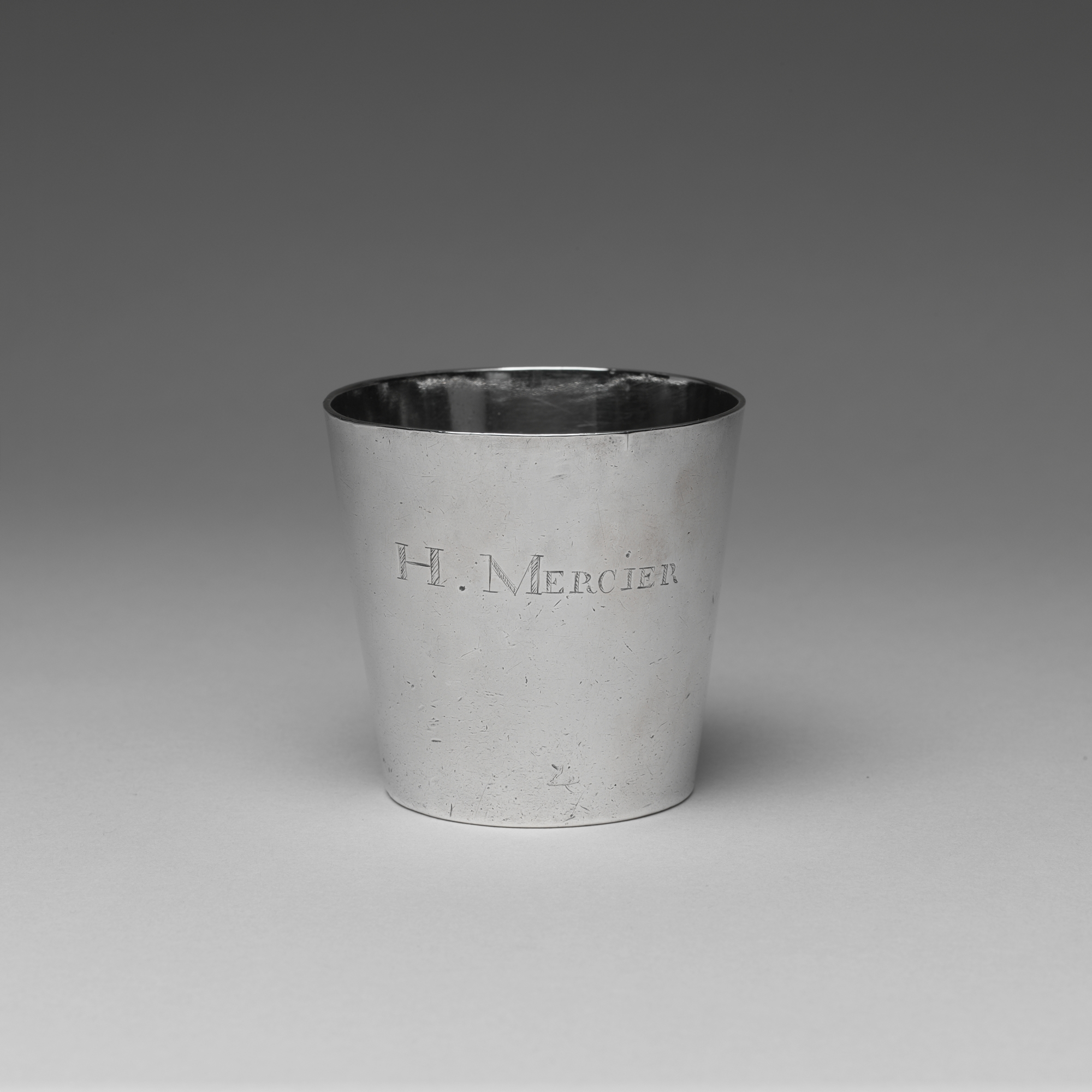
Bécher de Laurent Amiot

Laurent Amiot ou Amyot, né le 10 août 1764 à Québec et mort le 3 juin 1839 dans la même ville, est un orfèvre canadien.

## Biographie
De 1782 à 1787, il se rend à Paris pour y suivre une formation. La plupart de ses nombreuses pièces sont d'un style Louis XVI. Un échantillon connu de son œuvre est la lampe du sanctuaire de l'église de Repentigny faite en argent massif et datant de 1788.

## Élèves
Laurent Amiot a eu plusieurs élèves. Parmi ceux-ci, citons Pierre Rocheleau dit L'Espérance et François Sasseville.

## Œuvres
Plusieurs musées conservent des œuvres de l'orfèvre dans leurs collections. Parmi ceux-ci, citons le Musée des beaux-arts du Canada et le Musée national des beaux-arts du Québec :
- Aiguière, vers 1795, Musée national des beaux-arts du Québec[8]
- Sucrier aux armes de la famille Chaussegros de Léry, vers 1800, Musée national des beaux-arts du Québec[9]
- Fourchette, vers 1830, Musée national des beaux-arts du Québec[10]
- Instrument de paix, 1831, Musée national des beaux-arts du Québec[11]
- Burettes et plateau, 1837, Musée des beaux-arts du Canada[12]
- Navette, 1837, Musée des beaux-arts du Canada[13]
- Broche, Musée d'anthropologie de Vancouver[14]

## Expositions
Entre 1998 et 1999, l'exposition itinérante Chez Laurent Amiot a été réalisée par le Musée d'art de Saint-Laurent. La commissaire était Louise Grenier et le commissaire scientifique, Robert Derome. 
À l'été 2018, le Musée des beaux-arts du Canada a organisé une importante rétrospective de son œuvre. Un catalogue de 240 pages a été publié à cette occasion.